# Hetaerina medinai
Hetaerina medinai là loài chuồn chuồn trong họ Calopterygidae. Loài này được Rácenis mô tả khoa học đầu tiên năm 1968.